# 화성의 대기
화성의 대기는 태양계의 4번째 행성인 화성을 둘러싸고 있는 기체층을 의미하며 대부분이 이산화 탄소로 구성되어 있다. 평균 기압은 약 600 파스칼로 지구의 해수면 평균 기압인 101.3 킬로파스칼의 0.6 % 정도이며, 규모고도는 약 11 km 정도이다. 이때, 화성의 대기 질량은 25 테라톤(25×1012톤)으로 규모고도가 약 8.5 km인 지구의 대기 질량인 5148 테라톤(5148×1012톤)의 0.005 % 밖에 되지 않는다. 화성의 기압은 고도에 따라 큰 차이를 보이는데, 화성에서 가장 높은 지역인 올림푸스 산의 최고봉에서는 약 30 파스칼 정도고 가장 낮은 지역인 헬라스 분지에서는 1,155 파스칼 정도로 어디서든지 화성의 기압은 암스트롱 한계보다 훨씬 낮아서 인간이 화성의 대기에 맨몸으로 노출된다면 위험해질 수 있다.
화성의 대기는 96 %가 이산화탄소 1.9 %가 아르곤, 1.9 %가 질소 등으로 이루어져 있으며, 소량의 산소와 (0.196%) 일산화탄소, 수증기 등도 포함되어 있다. 몰 질량은 약 43.34 g/mol 정도이며, 2003년에 화성에서 메탄의 흔적이 발견된 이래로 화성의 대기에 관한 관심이 급증했는데, 그 이유는 메탄이 생명체의 존재를 암시하기 때문이지만 한편으로는 메탄이 그저 화성의 화산이나 열수성 활동 등의 지질학적 활동을 통해 생산된 것이라는 추측도 있다.
화성의 대기는 먼지가 매우 많아서 표면에서 화성의 하늘을 본다면 밝은 갈색이나 옅은 주황색 계열의 붉은 색으로 보인다. 화성 탐사차인 오퍼튜니티와 스피릿이 수집한 정보에 의하면 대기 상공에 표류하는 먼지 입자의 크기가 1.5 마이크로미터인데, 새롭게 떠오르고 있는 환경 문제인 미세먼지를 분류하는 기준에 따르면 화성 먼지의 크기는 2.5 마이크로미터 이하로 극미세먼지 혹은 초미세먼지에 해당한다.

## 구조
| 위치                  | 기압                           |
| --------------------- | ------------------------------ |
| 올림푸스 산 정상      | 0.03 킬로파스칼(0.0044 프사이) |
| 화성의 평균 기압      | 0.6 킬로파스칼(0.087 프사이)   |
| 헬라스 분지 최저 고도 | 1.16 킬로파스칼(0.168 프사이)  |
| 암스트롱 한계점       | 6.25 킬로파스칼(0.907 프사이)  |
| 에베레스트 산 정상    | 33.7 킬로파스칼(4.89 프사이)   |
| 지구의 해수면         | 101.5 킬로파스칼(14.69 프사이) |

화성의 대기는 다음과 같은 구조로 나눌 수 있다.
- 외권 : 약 200 km 고도부터 시작되며, 우주 공간의 진공보다 약간 짙은 정도의 대기가 존재하는 구역으로 어느 부분이 대기권의 끝인지는 명확하게 규명된 바가 없다. 그저 고도가 상승할수록 대기가 갈수록 미약해지다가 진공에 가까워지는 것으로 추측하고 있다.
- 대기 상층부 혹은 열권 : 태양광에 직접 가열되어 매우 온도가 높은 대기층으로 이 부분부터 명확하게 대기층의 단계를 구분할 수 있으며, 중층과 하층부의 대기에 비해 고요하고 일정하게 분포해 있다.
- 대기 중층부 : 화성에 존재하는 제트 기류가 부는 층이다.
- 대기 하층부 : 대기층 중에서 비교적 따뜻한 구역으로 떠다니는 먼지와 지열의 영향을 받는다.

## 구성

화성 대기의 대부분을 구성하는 물질을 나타낸 그래프.

### 이산화 탄소
화성 대기의 대부분을 차지하는 물질은 약 95 %를 차지하고 있는 이산화 탄소(CO2)로. 겨울이 되면 화성의 극지방에 전체 이산화 탄소의 약 25 %가 얼어붙어 드라이 아이스로 이루어진 극관이 형성되고 여름이 되면 햇빛에 의해 드라이 아이스가 다시 승화하여 대기의 일부로 되돌아간다. 이 현상은 화성이 공전하며 계절이 순환하는 동안 지속적으로 일어나며 이 때문에 겨울 동안에는 기압이 하락하고, 여름에는 기압이 상승한다.
과거에는 화성의 대기가 현재보다 더 짙고 따뜻하며 습도도 높았을 것으로 추측하고 있는데 과거의 대기에 존재하던 이산화 탄소가 온실 효과를 일으켜 화성의 일부분의 기온이 0°C 보다 상승하여 얼음이 녹아 물이 흐르면서 강이나 호수 등을 형성했을 것으로 추측하고 있다. 일부 연구자들의 의견에 의하면 과거에는 화성의 대기가 현재 지구의 대기만큼 두꺼웠던 적이 있었다고 주장하고 있지만, 2015년 가을 들어서는 대부분의 연구자들이 과거에도 화성의 대기가 그렇게까지 두꺼운 정도는 아니였을 것이라고 주장한다. 현재는 화성의 대기가 지구와 비교할 수 없을 정도로 얇지만, 비교적 최근까지는 화성의 대기가 지구와 비슷할 것이라고 추측되어왔었다. 또한 초기 화성에서는 많은 양의 이산화 탄소들이 탄산염 종류의 광물 형태로 굳어졌을 것이라고 추측했으나 화성의 궤도를 선회중인 많은 위성들의 과학 기구를 사용하여 관측한 결과에 따르면, 화성에는 극소량의 탄산염이 매장된 상태라고 밝혀졌다. 그로 인해 오늘날에는, 과거에 이산화 탄소들이 태양풍에 의해 쓸려나가 화성을 벗어나버렸을 것으로 추측하고 있다. 연구자들은 화성의 이산화 탄소가 화성을 탈출하게 되는 과정이 크게 2단계로 나뉘어 있다고 주장했는데 그 과정은 다음과 같다.
- 태양으로부터 불어오는 자외선에 의해 이산화 탄소 분자가 일산화 탄소와 산소로 쪼개짐
  - 이후 자외선 광자에 의해 일산화 탄소가 탄소와 산소로 쪼개짐
- 화성에 도달하는 에너지만으로도 충분히 화성을 탈출할 수 있을 정도로 가벼워짐
  - 위 과정을 반복함으로써 지속적으로 이산화 탄소가 대기에서 탈출함

위 과정을 통해서 비교적 가벼운 탄소 동위원소(C12)들이 지속적으로 대기를 탈출하였고 비교적 무거운 탄소 동위원소(C13)들만이 현재의 화성 대기에 남아있는 것으로 추측하고 있다. 이는 현재 활동중인 탐사차인 큐리오시티가 화성의 표면으로 무거운 탄소 동위원소를 발견함으로써 더욱 설득력을 얻게 되었다.

### 아르곤

오퍼튜니티가 촬영한 화성의 권운형 구름.

화성의 대기에는 태양계 내에서 대기가 존재하는 천체들에 비해 상당히 많은 양의 비활성 기체인 아르곤이 존재한다. 화성의 대기에서 이산화 탄소는 계절에 따라 고체로 응축되기도 하면서 시시각각 그 수치가 변하지만, 아르곤은 이산화 탄소처럼 응축되지 않기 때문에 그 총량이 항상 일정하다. 하지만 이산화 탄소의 양이 증가와 감소함에 따라 위치에 따른 상대 농도는 차이가 나며, 현재 활동중인 탐사선이 조사한 정보에 따르면 대기 내의 아르곤의 농도는 가을이 되면 증가하기 시작하다가 봄이 되면 다시 하락한다.

### 물
화성의 대기를 다른 측면에서 본다면 굉장히 특이한데, 여름이 되면 극지방에 얼어있던 드라이 아이스들이 승화하여 다시 대기 중으로 유입되는 과정에서 표면에 물의 흔적을 남기며, 최대 시속 400 km까지 도달하는 계절풍이 화성의 대기를 여러번 휩쓸게 된다. 이 과정에서 엄청난 양의 먼지와 수증기들이 대기 중으로 유입되면서 지구에서 생기는 형태와 유사한 성에나, 큰 권운형 구름을 형성한다. 이 권운형 구름은 2004년에 오퍼튜니티에 의해 촬영되었던 적이 있었고 2008년에 피닉스 탐사선이 화성의 극지방에서 토양을 분석할 때 물로 이루어진 얼음이 검출된 적이 있었다.

### 메탄

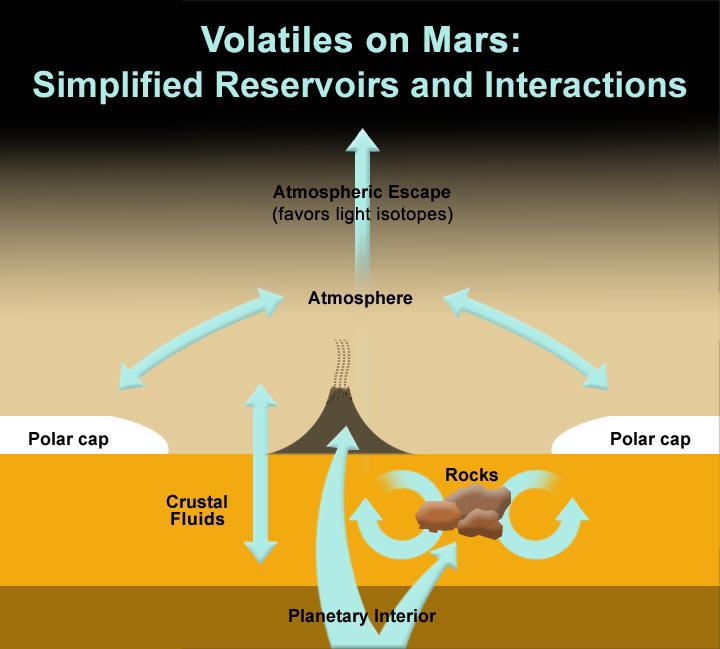
화성 대기에서 휘발성 기체의 이동 경로.

화성의 대기의 메탄 함유량은 ppb 단위로 매우 적다. 처음으로 화성 대기에서 메탄이 존재한다고 밝힌 것은 2003년에 고더드 우주 비행 센터 팀이였고 2004년에는 마스 익스프레스 탐사선이 지상 관측 중에 10 ppb 정도의 메탄을 찾아냈다고 밝혔다. 메탄 함유량은 2003년의 관측과 2006년의 관측에서 큰 차이를 보였는데, 이를 통해 대기에서의 메탄 함유량은 특정 장소에 밀집되어 있거나 계절에 영향을 받는 것으로 추측하고 있다.
화성에서의 메탄은 태양에서 오는 자외선과 다른 기체들과의 화학 반응으로 쉽게 사라지는데, 이 메탄이 극히 소량이라 하더라도 지속적으로 관측되는 것으로 보아 화성에 지속적으로 메탄 가스를 공급하는 근원지가 있을 것으로 추측하고 있지만. 현재의 광화학 기술력으로는 메탄의 정체를 정확하게 규명해낼 수 없으며 이 메탄들이 화성의 대기에 진입하는 운석이나 소천체가 연소하는 과정에서 발생해 대기 중으로 유입된 것으로 추측하고 있었으나 임페리얼 칼리지 런던의 연구팀에서는 그런 과정을 통해 메탄이 생성된 것이라면 현재 측정되는 메탄의 양보다 훨씬 적을 것이라는 의견을 내놓았었다.
연구를 통해 나온 결과에 따르면 화성의 대기에 존재하는 메탄의 수명이 짧게는 7개월에서 길게는 4년인데 이는 화성 대기의 순환으로 인해 메탄이 특정 구역에서만 관찰되는 불균형 현상이 나타나기에 충분히 짧은 시간이다. 하지만 7개월에서 4년은 350년이나 걸리는 자외선 복사를 통해 진행되는 광화학적 붕괴보다 훨씬 짧기에 자외선이 아닌 다른 요인으로 인해 메탄이 매우 빠르게 붕괴된다고 추측하고 있으며, 이 요인으로 인한 붕괴는 자외선 복사로 인한 붕괴보다 100배에서 600배 정도 효율적이다 또한 너무나도 빠른 붕괴 속도에도 불구하고 메탄이 지속적으로 존재한다는 것은 매우 활발하게 메탄을 공급하는 요인이 존재한다는 것을 뜻한다. 혹은 메탄이 소멸되는 것이 아니라 계절에 따라 클라스레이트 화합물 형태로 응고, 증발하거나 화성 표면에 있는 석영(SiO2), 감람석 성분과 반응하여 Si–CH3 화합물로 결합한다는 가능성도 제기되고 있다

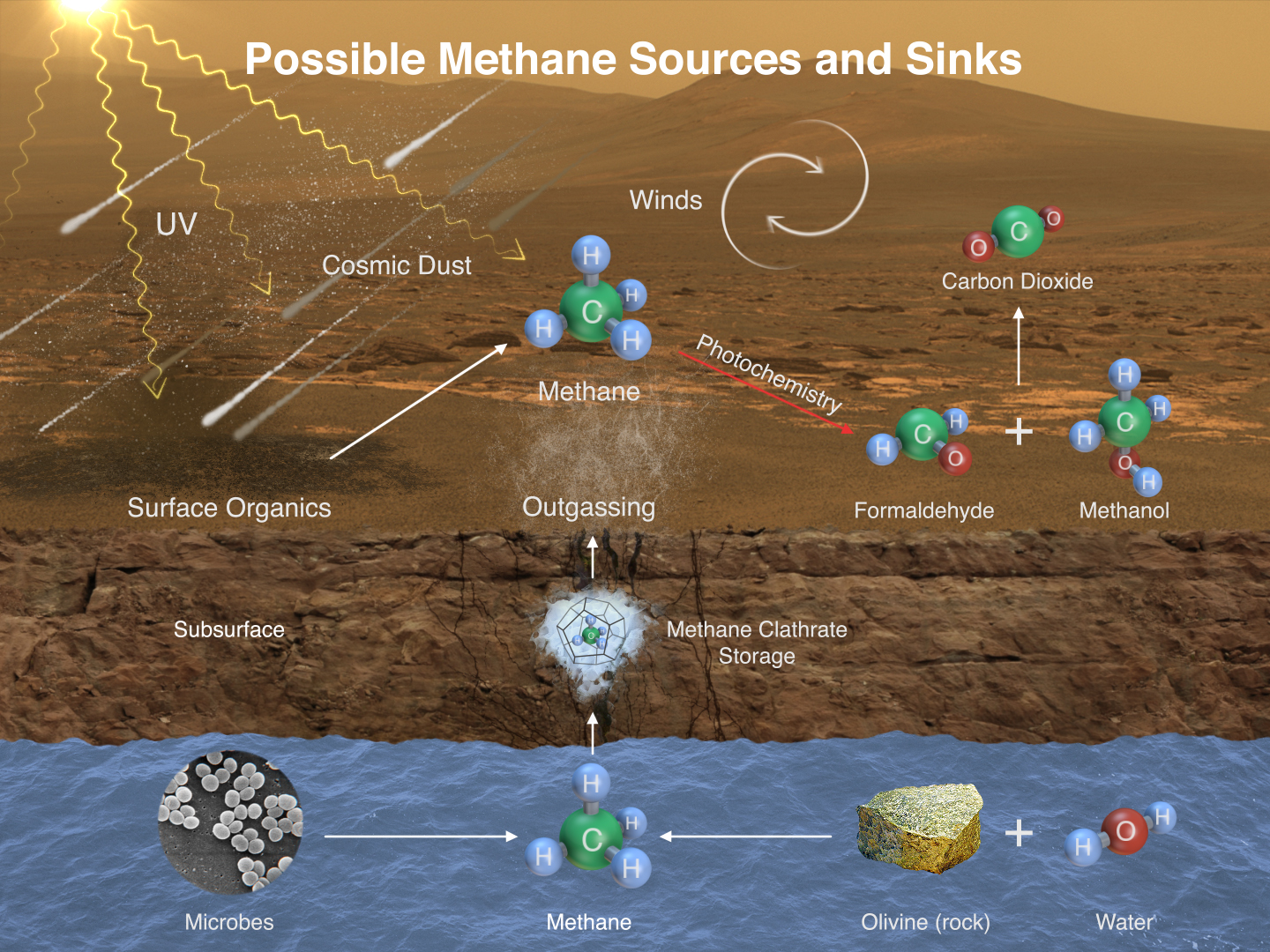
메탄의 공급과 소멸 과정의 상상도.

현재 가장 유력한 설은 화성의 메탄이 물과 암석의 반응, 물의 방사선 분해, 황철석 생성 등과 같이 비 생물학적인 과정으로 형성되었다는 것이다. 위의 모든 과정에서 H2 가 생성되는데, H2는 피셔-트롭슈 과정을 통해 일산화 탄소나 이산화 탄소와 결합하여 메탄 같은 탄화수소 물질을 생성할 수 있으며 메탄도 화성에 존재하는 물, 이산화 탄소, 황철석 등이 이 현상을 일으켜 생성되었다고 추측하고 있다. 하지만 이 반응은 고온, 고압의 환경에서만 발생해서 표면 상에서는 일어날 수 없고 지표 아래에서는 일어날 가능성이 있다. 또한 화성에서 사문암 성분이 검출되었는데, 사문암이 식으면서 메탄이 방출되는 현상 때문에 메탄이 존재할 수도 있으며 또다른 가설은 이 메탄의 근원이 가스 하이드레이트라는 것으로, 화성의 빙권에 메탄이 가스 하이드레이트 형태로 갇혀 있어서 때때로 그 성분이 대기권으로 방출된다는 설이다.
멕시코의 과학자들이 화성의 대기를 재현한 환경에서 플라즈마 실험을 시행했는데, 플라즈마가 화성의 물이 얼은 얼음에 방전되며 상호 작용을 일으켜 메탄이 방출되는 것을 확인했다. 실제 화성에서 먼지 폭풍이나 먼지 악마가 발생할 때, 먼지 입자들 사이에 대전이 일어나 화성의 영구 동토층이나 도랑 등에 얼어있던 얼음과 상호작용을 일으켜 메탄이 생성될 수 있다는 설로, 대전으로 인해 이온화된 이산화 탄소 기체와 물 분자가 상호 작용하여 만들어진 부산물이 결합하여 메탄이 만들어지게 되며, 화성의 대기 환경에서 실험을 진행한 결과, 가해진 에너지 1 J 당 1.41×1016 개의 메탄 분자가 생성되는 것으로 확인되었다.
혹은, 메탄 세균 같은 살아있는 미생물 등이 원인일 가능성도 있지만, 현재까지는 화성 어디에도 이런 유기체가 존재한다는 증거는 포착되지 않았다. 지구의 바다에서는 생물학적 작용으로 메탄이 에탄과 함께 생성되지만, 화산 폭발 등의 지질학적 작용으로 생성된 메탄은 이산화황과 함께 생성된다. 하지만 이산화황 또한 화성에서 포착된 바가 없는 것으로 보아 지질학적 작용은 메탄의 근원이 아닌 것으로 추측된다.

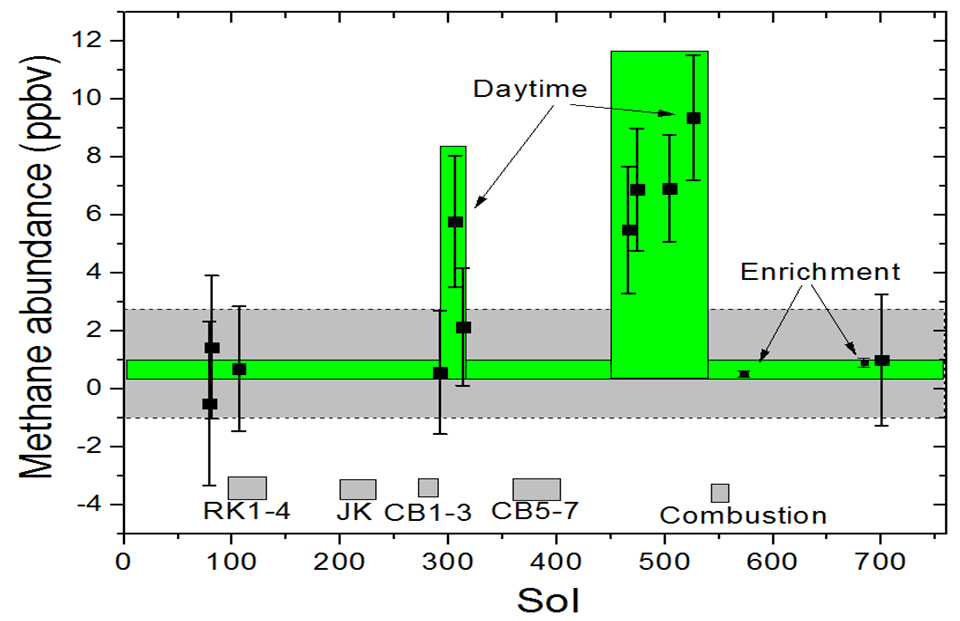
큐리오시티의 탐사 기구로 분석한 메탄 검출량.

2011년에는 NASA에서 화성에 존재하는 극미량의 성분들을 조사한 결과를 발표했는데, 메탄(7ppbv 이하), 에탄(0.2ppbv 이하), 메탄올(19ppbv 이하) 등과 매우 적은 양의 다른 성분들이 검출되었다. 이 정보는 약 6년에 걸친 화성의 제각각 다른 지역과 계절의 변화에 따른 변동 또한 적용시킨 결과로, 이 결과에 따르면 유기체나 생물학적 작용으로 생성된 것이기엔 양이 너무나도 극미량이기 때문에 메탄의 원인이 생물학적 요인도 아닌 것으로 추측하고 있다.
2012년 8월에는 화성에 착륙한 큐리오시티가 탐사 장비를 이용해 메탄에 관한 측정을 진행했는데 그 결과 착륙 지점인 게일 분화구에는 5ppb 미만 혹은 거의 없는 정도로 극미량이 검출되었고 2013년까지도 메탄 측정량은 큰 변화가 없다가 2013년 말과 2014년 초에 측정한 결과에는 이전에 비해 10배가 넘는 수치의 메탄이 검출되었다. 측정한 결과에 따르면, 2개월 동안 주변 지역은 약 7.2 ppb 정도의 높은 메탄 함유량을 보였으며, 여전히 확인되지 않은 무언가에서 메탄이 지속적으로 공급되거나 배출되고 있다는 것을 확인하였다.
2014년 9월 14일에 화성 궤도에 성공적으로 진입한 인도의 화성 탐사선인 망갈리얀 탐사선도 탐사 기구를 통해 대기 내에 메탄 함유량을 측정했는데, 이 결과 또한 메탄의 양은 ppb 단위에 그쳤다. 또한 2016년에 발사 예정인 엑소마스 기체 추적 궤도선도 화성에서 메탄에 관한 탐사뿐만 아니라 메탄이 분해되어 생성되는 메탄올과 폼알데하이드에 관한 자세한 연구를 진행할 예정이다.

### 이산화 황
현재 대기 중에 존재하는 이산화 황은 화산 활동에 의해 생겨났다고 추측된다. 이 때문에 화성에 존재하는 메탄에 대한 오랜 논쟁이 계속되고 있다. 만약 화성에 존재하는 메탄이 (지구에서 그렇듯이) 화산 활동으로 생겨난 것이라면 이산화 황은 대량으로 발견되리라 예상된다. 몇몇 팀은 NASA 적외선 망원경 시설을 이용해 이산화 황을 찾아내려고 노력했다. 이산화 황은 찾지 못했지만, 대기 중 농도 0.2 ppb라는 엄격한 상한선이 만들어졌다. 2013년 3월, 고더드 우주 비행 센터의 과학자들은 큐리오시티가 락 네스트에서 분석한 토양 표본에서 SO2를 감지했다고 보고했다.

## 먼지 폭풍

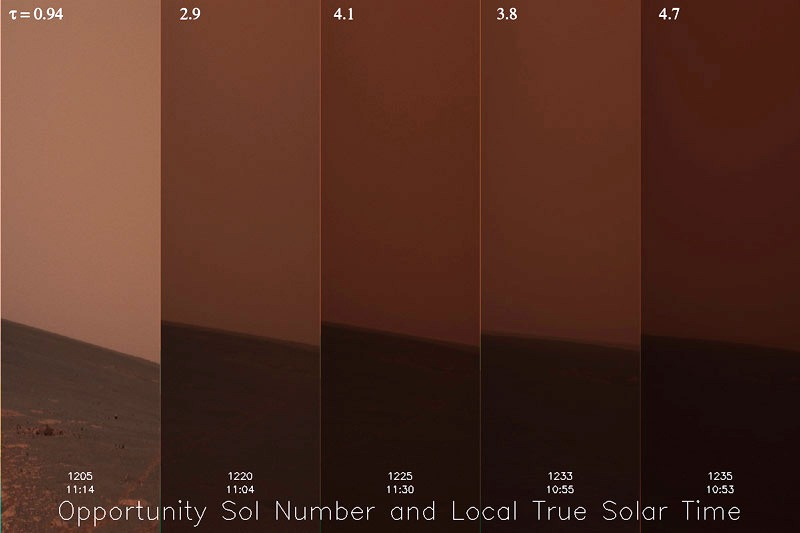
오퍼튜니티가 먼지 폭풍 속에서 촬영한 이미지, 마지막 이미지인 1235 화성일에는 태양광이 99 %까지 차단되었다.

1971년에 매리너 9호가 화성에 도착했을 때, 매리너 9호는 선명하고 매끈한 표면의 모습 대신에 먼지와 폭풍으로 덮힌 화성의 모습을 전송해왔는데  오직 올림푸스 산만이 먼지 속에서 분간할 수 있는 유일한 곳이였으며, 이후 과학자들은 연구를 통해 이 현상이 화성에서는 매우 빈번하게 일어난다는 사실을 알아냈다.
바이킹 착륙선이 표면에서 수집한 정보에 따르면 먼지 폭풍이 일어나는 동안 그 지역의 기온은 10°C에서 50°C 가량이 큰 폭으로 하락했고, 풍속은 폭풍이 처음 시작 될 때 17 m/s 정도에서 최대 26 m/s까지 상승했으며, 화성에 도달하는 빛이 거의 완벽하게 차단되는 것으로 확인되었다.
먼지 폭풍은 화성 표면에서 활동하는 탐사선들에게 매우 큰 악영향을 미치는데, 먼지들이 태양광을 거의 완벽하게 차단함으로써 태양 전지판을 전력원으로 사용하는 탐사선들은 전력 공급이 거의 중단되게 되며 이는 탐사선의 수명에도 안좋은 영향을 끼치게 된다. 오퍼튜니티가 임무 활동 중에 먼지 폭풍을 직면하여 안전 모드로 구동하게 되었는데, 이 기간 동안에 촬영한 이미지에 따르면 1235 화성일에 태양광이 99 %까지 차단되었다.

## 미디어

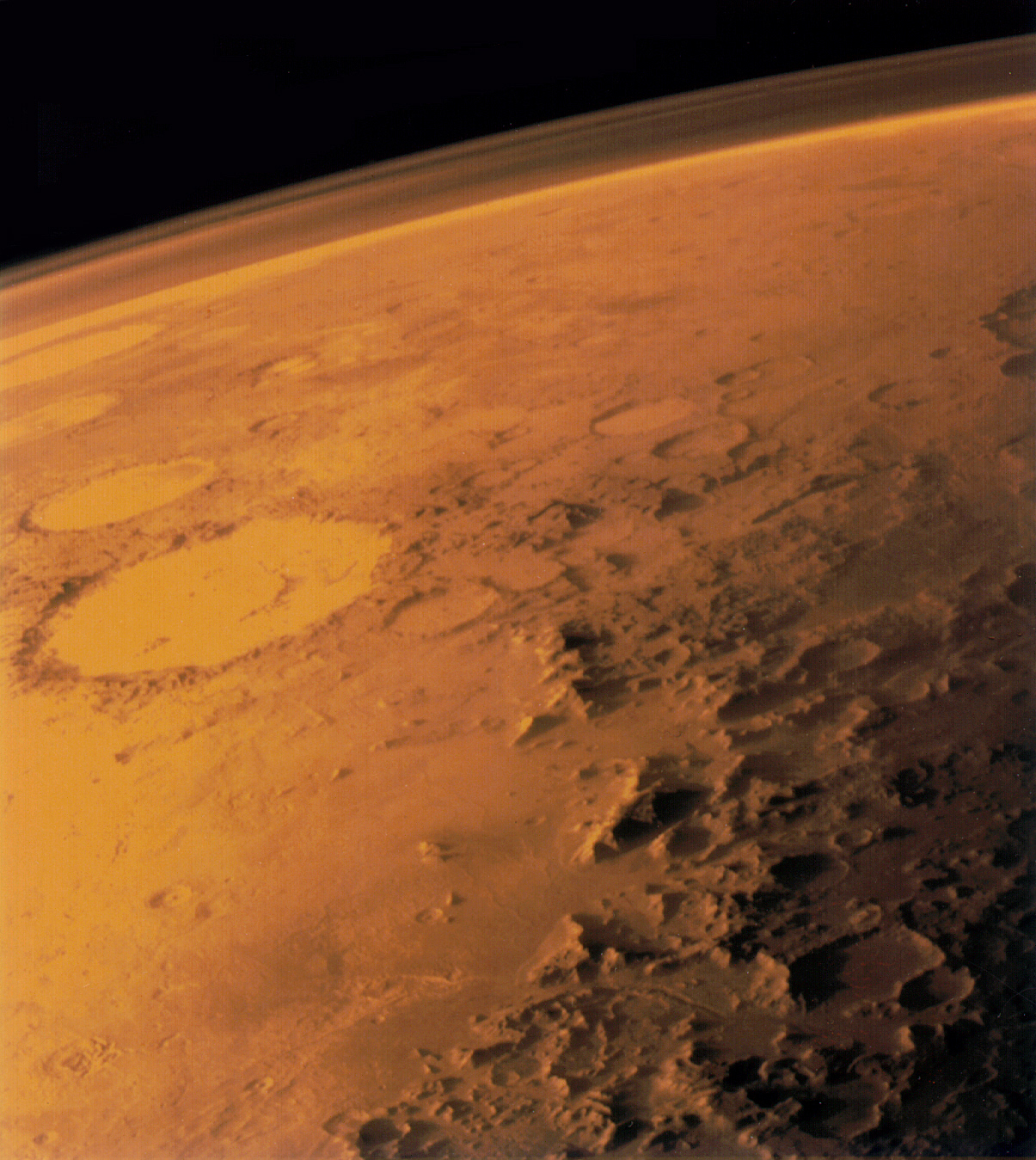
지평선을 따라 보이는 화성의 옅은 대기층
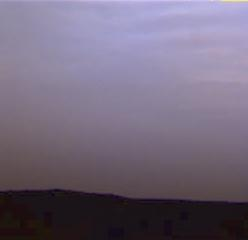
마스 패스파인더가 촬영한 화성의 수증기 구름

## 같이 보기
- 화성의 기후